# 岡本浩二
岡本 浩二（おかもと こうじ、1981年8月3日 - ）は、愛知県豊田市出身の元プロ野球選手（投手）。

## 来歴・人物
広島県出身で野球ファンの父親により、山本浩二にちなんで浩二と命名された。竜神中学を卒業後、東邦高校に進学。朝倉健太と同学年で、3年春には選抜大会に出場。一塁手として打線の中軸を務める一方、140km/hを超える速球を投げる二番手投手としても活躍した。監督の阪口慶三は朝倉と岡本の二人を擁する当時のチームについて、これを超える投手陣を持つ事は二度とないだろうと述べている。3年夏の愛知大会では背番号3ながら6試合中4試合に先発して投球回数は33回2/3と朝倉を上回り、49奪三振を記録した。愛工大名電との決勝戦でも鈴木亮と投げ合って5安打完封の好投を見せ、選手権大会への出場を決めている。本大会では背番号1をつけ、中村公治と福沢卓宏を擁する滝川二との1回戦で先発として登板したものの、5失点を喫して敗れている。
最速146km/hの直球とスライダー、フォークボールを持ち味とし、1999年のドラフト会議で阪神タイガースから3位指名を受けて入団。契約金、年俸はそれぞれ7,000万円、600万円（推定）だった。プロでは1年目の2000年にシーズン最終戦で初登板・初先発を果たすも、フォームの崩れなどから高校時代のような速球を投げられなくなった。3年目の2002年には春季キャンプで右肘を痛め、6月に手術を受けている。2003年は二軍で2勝0敗、防御率6.75の成績でオフに戦力外通告を受け、プロへの復帰を目指して同年設立された名古屋お茶の水医療秘書福祉専門学院硬式野球部に入部した。
現役引退後は飲食店に再就職した。

## 詳細情報

### 年度別投手成績
| 年 度     | 球 団     | 登 板 | 先 発 | 完 投 | 完 封 | 無 四 球 | 勝 利 | 敗 戦 | セ 丨 ブ | ホ 丨 ル ド | 勝 率 | 打 者 | 投 球 回 | 被 安 打 | 被 本 塁 打 | 与 四 球 | 敬 遠 | 与 死 球 | 奪 三 振 | 暴 投 | ボ 丨 ク | 失 点 | 自 責 点 | 防 御 率 | W H I P |
| --------- | --------- | ----- | ----- | ----- | ----- | -------- | ----- | ----- | -------- | ----------- | ----- | ----- | -------- | -------- | ----------- | -------- | ----- | -------- | -------- | ----- | -------- | ----- | -------- | -------- | ------- |
| 2000      | 阪神      | 1     | 1     | 0     | 0     | 0        | 0     | 0     | 0        | --          | ----  | 6     | 1.0      | 1        | 1           | 2        | 0     | 0        | 0        | 1     | 0        | 1     | 1        | 9.00     | 3.00    |
| 通算：1年 | 通算：1年 | 1     | 1     | 0     | 0     | 0        | 0     | 0     | 0        | --          | ----  | 6     | 1.0      | 1        | 1           | 2        | 0     | 0        | 0        | 1     | 0        | 1     | 1        | 9.00     | 3.00    |

### 記録
- 初登板・初先発登板：2000年10月6日、対ヤクルトスワローズ27回戦（明治神宮野球場）、1回1失点で勝敗つかず[9]

### 背番号
- 57（2000年 - 2003年）